# Chapel-le-Dale
Chapel-le-Dale – osada w Anglii, w hrabstwie North Yorkshire. Leży 90 km na zachód od miasta York i 335 km na północny zachód od Londynu.